# Théorème de Krein-Milman
Le théorème de Krein-Milman est un théorème, démontré par Mark Krein et David Milman en 1940, qui généralise à certains espaces vectoriels topologiques un résultat géométrique portant sur les ensembles convexes énoncé par Hermann Minkowski en dimension finie (et souvent improprement dénommé lui-même « théorème de Krein-Milman »).
Une forme particulièrement simplifiée du théorème s'énonce : tout polygone convexe est l'enveloppe convexe de l'ensemble de ses sommets. Cela est vrai aussi d'un polytope convexe.

## Notion de «point extrémal»

Les points extrémaux sont ceux représentés en rouge

Soit {\displaystyle C} un convexe et {\displaystyle c} un point de {\displaystyle C}. On dit que {\displaystyle c} est un point extrémal de {\displaystyle C} lorsque {\displaystyle C\setminus \{c\}} est encore convexe. Cela équivaut à dire que, avec {\displaystyle c_{1},c_{2}\in C}, l'égalité {\displaystyle c={\frac {c_{1}+c_{2}}{2}}} implique {\displaystyle c_{1}=c_{2}=c}.

## Énoncé en dimension finie
Théorème — Tout convexe compact d'un espace affine de dimension finie est enveloppe convexe de l'ensemble de ses points extrémaux.
La démonstration n'est pas très longue, l'outil essentiel étant le théorème d'existence d'un hyperplan d'appui en tout point de la frontière d'un convexe.

## Généralisation en dimension infinie
Théorème — Tout convexe compact d'un espace localement convexe séparé est l'enveloppe convexe-fermée de l'ensemble de ses points extrémaux.
La « réciproque (partielle) de Milman » assure que cette représentation d'un convexe compact K comme enveloppe convexe-fermée d'une partie de K est, en un certain sens, optimale : l'adhérence d'une telle partie contient les points extrémaux de K.